# University Press of America
University Press of America es una editorial académica con sede en Lanham, Maryland, Estados Unidos de América. Parte del Rowman & Littlefield Publishing Group, fue fundada en 1975 y afirma que ha publicado «más de 10.000 títulos académicos, universitarios y biográficos en diversas disciplinas». Adquirió Rowman & Littlefield en 1988 y tomó ese nombre para la empresa matriz.
Fue el segundo mayor distribuidor de pequeños editores en los EE. UU. en 1989.